# ديفيد سبرينغ
ديفيد سبرينغ هو سياسي أسترالي، ولد في 1 مارس 1872، وتوفي في 7 يونيو 1947. انتخب عضو الجمعية التشريعية لنيو ساوث ويلز ‏.